# Kataplexie
Kataplexie is een acute verslapping van de skeletspieren die tijdens het bewustzijn plaatsvindt.
Dit kan variëren van een lichte zwakheid (zoals slapheid bij hals of knieën, verzwakte gezichtsspieren of onvermogen om duidelijk te praten) tot volledige lichaamsinstorting. De aanvallen duren meestal enige seconden tot enkele minuten, in enkele zeldzame gevallen kan het uren duren. Gedurende de aanvallen blijft de persoon volledig bij bewustzijn.
Deze aanval kan worden uitgelokt door hevige emoties zoals lachen, woede, angst en opwinding.

## Symptomen
Kataplexie presenteert zich meestal als onverwachte spierzwakte of verlies van spiercontrole, vaak geassocieerd met sterke emoties. De ernst van de aanval varieert van persoon tot persoon en kan variëren van een lichte verslapping van de spieren tot volledige verlamming. Tijdens een aanval kan de persoon nog steeds bewustzijn behouden en zich volledig bewust zijn van zijn omgeving.

## Oorzaken
Kataplexie wordt vaak vastgesteld in combinatie met narcolepsie, omdat het een van de belangrijkste symptomen is. Een slaaponderzoek en een gespecialiseerde evaluatie kunnen nodig zijn om de diagnose te bevestigen.
Behandeling van kataplexie omvat vaak het gebruik van medicatie, zoals selectieve serotonineheropnameremmers (SSRI's), tricyclische antidepressiva, of natriumoxybaat. Deze medicijnen kunnen de frequentie en intensiteit van kataplexie-aanvallen verminderen. Daarnaast kunnen patiënten baat hebben bij een regelmatig slaap-waakritme en het vermijden van emotionele triggers.

## Prognose
Kataplexie is meestal een levenslange aandoening, maar de symptomen kunnen worden beheerst met medicatie en leefstijlaanpassingen. Hoewel kataplexie zelf niet levensbedreigend is, kan het optreden van aanvallen leiden tot letsel als gevolg van verlies van spiercontrole. Het is daarom belangrijk om een goede medische behandeling en begeleiding te krijgen bij het beheren van de symptomen.